# BYD F3 DM
La F3DM est une berline hybride rechargeable du constructeur automobile chinois BYD.
Les ventes pour les institutions et sociétés privées démarrent en décembre 2008. La F3DM devient commandable pour les clients particuliers à partir de mars 2010.
Elle est exportée au compte-goutte vers l'Espagne au début des années 2010,,.
La F3DM est remplacée par la BYD Qin en 2013.